# Scaphisoma infirmum
Scaphisoma infirmum – gatunek chrząszcza z rodziny kusakowatych, podrodziny łodzikowatych i plemienia Scaphisomatini.
Gatunek ten opisany został w 2002 roku przez Ivana Löbla na podstawie parki okazów odłowionych w 1968 roku.
Chrząszcz o ciele długości od 1,8 do 2 mm, ubarwiony ciemnobrązowo z jaśniejszymi czułkami, goleniami i stopami oraz parą skośnych, ochrowych, niekiedy pośrodku przerwanych plam przedwierzchołkowych na pokrywach. Przedplecze jest najszersze u nasady, a ku przodowi bardzo silnie zwężone. Punktowanie jego powierzchni jest płytkie, bardzo delikatne i rzadkie. Pokrywy są słabo zwężone u nasady, najszersze z tyłu nasadowej ćwiartki. Rejon szwu pokryw jest przynajmniej w tylnej ich połowie wyniesiony. Punktowanie pokryw jest grubsze niż przedplecza i grubsze niż u S. fenestratum. Tylna para skrzydeł jest w pełni wykształcona. Samiec ma niesymetryczne paramery, z których prawa jest wąska, a lewa silnie rozszerzona.
Owad endemiczny dla Papui-Nowej Gwinei, znany tylko z Góry Wilhelma.